# Igor Kostioukov
Igor Olegovitch Kostioukov (russe : И́горь Оле́гович Костюко́в), né le 21 février 1961 dans l'oblast de l'Amour en URSS, est un officier de marine et l'actuel chef du département principal du renseignement de l'état-major russe (GRU).
Il est nommé directeur par intérim le 22 novembre 2018 à la suite du décès de son prédécesseur Igor Korobov et est un partisan de la ligne dure. Cette affectation fera également de lui le premier officier de marine de l'histoire du GRU à occuper le poste de directeur du renseignement militaire. Il est placé sur la « liste noire » du gouvernement américain pour ingérence présumée dans les élections présidentielles américaines de 2016. Il est ensuite promu au grade d'amiral fin 2019.
En 2020, il est placé sous sanctions par l'Union européenne, qui l'accuse d'avoir participé au vol d'e-mails d'Angela Merkel en 2015 lors d'un piratage informatique du Parlement allemand.